# Farrar (Iowa)
Pour les articles homonymes, voir Farrar.
Farrar est une communauté non constituée en municipalité dans le canton de Washington, comté de Polk, Iowa, États-Unis. Un bâtiment d'école primaire anciennement abandonné, qui appartient désormais aux YouTubers Sam et Colby, spécialisés dans les enquêtes paranormales, et une église se trouvent à Farrar, ainsi que 13 maisons. À la suite de la non-constitution, tous les résidents de Farrar ont désormais une adresse à Maxwell, dans l'Iowa.

## Histoire
Farrar doit son développement à la ligne de chemin de fer qui a traversé la région en 1902-1903, et a donc été nommé en l'honneur de l'un des employés des chemins de fer ayant participé à la création de cette ligne. Un bureau de poste a été créé en 1904. Farrar comptait 42 habitants en 1925. La population était de 36 habitants en 1940.

## Éducation
Le Bondurant-Farrar Community School District gère les écoles publiques de la région.